# Mongiuffi Melia
Mongiuffi Melia é uma comuna italiana da região da Sicília, província de Messina, com cerca de 755 habitantes. Estende-se por uma área de 24 km², tendo uma densidade populacional de 31 hab/km². Faz fronteira com Antillo, Castelmola, Forza d'Agrò, Gaggi, Gallodoro, Graniti, Letojanni, Limina, Roccafiorita.

## Demografia
| Variação demográfica do município entre 1861 e 2011                               |
|                                                                                   |
| Fonte: Istituto Nazionale di Statistica (ISTAT) - Elaboração gráfica da Wikipedia |